# Felix Knopp
Felix Knopp (* 5. November 1975 in Gelsenkirchen) ist ein deutscher Schauspieler und Hörspielsprecher.

## Leben
Nach dem Besuch der Rudolf Steiner Schule Bochum absolvierte Felix Knopp die Schauspielschule Bochum und debütierte bereits während seiner Ausbildung am Schauspielhaus Bochum unter der Regie von Leander Haußmann in William Shakespeares Komödie Maß für Maß. Von 2001 bis 2011 hatte er ein Engagement am Hamburger Thalia Theater, wo er in zahlreichen Inszenierungen zu sehen war, so in Kabale und Liebe von Friedrich Schiller, Arthur Schnitzlers Schauspiel Liebelei, Nathan der Weise von Gotthold Ephraim Lessing, Draußen vor der Tür von Wolfgang Borchert oder in den Uraufführungen von Buddenbrooks nach dem gleichnamigen Roman von Thomas Mann und Elfriede Jelineks Ulrike Maria Stuart. Weitere Stationen des von 2012 bis 2020 freiberuflich arbeitenden Knopp waren das Schauspielhaus Graz sowie die Volksbühne und das Deutsche Theater in Berlin. Seit der Spielzeit 2020/21 ist er wieder festes Ensemblemitglied des Thalia Theaters. Knopp komponiert darüber hinaus für das Theater und steht immer wieder mit seinem musikalischen Soloprogramm My Darkest Star auf der Bühne.
Seit Ende der 1990er Jahre arbeitet Felix Knopp auch vor der Kamera. Neben Rollen in Kinofilmen wie Ein Geschenk der Götter, Schwestern oder Über uns das All sah man ihn unter anderem in mehreren Tatort-Episoden sowie gastweise in Serien wie K3 – Kripo Hamburg oder Die Rettungsflieger.
Felix Knopp lebt in Berlin.

## Filmografie
- 1999: Late Show
- 2000: Jahrestage
- 2002: Tatort – Zahltag
- 2003: Das verräterische Collier
- 2003: Liebelei
- 2003: Eject (Kurzfilm)
- 2004: Tatort – Heimspiel
- 2005: Die Rettungsflieger – Fahrerflucht
- 2006: K3 – Kripo Hamburg – Ein anderer Mann
- 2007: Ulrike Maria Stuart
- 2008: Das Duo – Sterben statt erben
- 2010: Das Duo – Bestien
- 2011: Über uns das All
- 2013: Im Netz
- 2013: Der Sieger in dir
- 2013: Schwestern
- 2014: Ein Geschenk der Götter
- 2014: Die Lügen der Sieger
- 2015: Hedi Schneider steckt fest
- 2015: Unsichtbare Jahre
- 2016: Die letzte Reise
- 2016: LenaLove
- 2016: Kaltfront
- 2016: Tatort – Zahltag
- 2016: SOKO Wien – Ein ganz normaler Tag
- 2016: SOKO Leipzig – Vermisstes Kind
- 2017: Tatort – Goldbach
- 2017: Zur Hölle mit den anderen
- 2019: Hüftkreisen mit Nancy (Fernseh-Komödie, ZDF)
- 2020: Deutscher (Fernseh-Vierteiler)
- 2022: Nord bei Nordwest – Wilde Hunde

## Hörspiele
- 2008: Bekenntnisse des Hochstaplers Felix Krull – Autor: Thomas Mann – Regie: Sven Stricker
- 2013: Lilith Parker: Insel der Schatten – Autorin: Janina Wilk – Regie: Margit Kreß
- 2014: Als Mariner im Krieg – Autor: Joachim Ringelnatz – Regie: Harald Krewer
- 2015: Aus dem Leben der Nacktmulle – Autorin: Astrid Litfaß – Regie: Andrea Getto
- 2016: Ein Schnitt unter die Haut – Autorin: Andrea Brüdern – Regie: Andrea Getto

## Auszeichnungen (Auswahl)
- 1997: Stipendium der Hellmut-Opas-Stiftung
- 2003: Bester Nachwuchsschauspieler des Jahres durch Theater heute
- 2004: Berenberg-Stipendium
- 2012: Preis der Jury für Das Houdini-Gen beim 150 % Made in Hamburg-Festival
- 2013: Preis der Jury für Das Houdini-Gen beim Monospektakel-Festival in Reutlingen